# Калеро, Фернандо
Фернандо Калеро Вилья (исп. Fernando Calero Villa; 14 сентября 1995, Боэсильо, Испания) — испанский футболист, защитник клуба «Эспаньол».

## Карьера
Калеро — воспитанник клубов «Реал Вальядолид» и «Малага». В 2014 году он начал выступать за дублирующую команду «анчоусов». Летом 2017 года Фернандо вернулся в «Вальядолид», где для получения игровой практики начал выступать за дублирующий состав. 6 сентября 2017 года в поединке Кубка Испании против «Уэски» Калеро дебютировал за основную команду. 29 октября в матче против «Реус Депортиу» он дебютировал в Сегунде. 27 мая 2018 года в поединке против «Сарагосы» Фернандо забил свой первый гол за «Реал Вальядолид». По итогам сезона Калеро помог команде выйти в элиту. 17 августа в матче против «Жироны» он дебютировал в Ла Лиге.